# Neurostrota gunniella
Neurostrota gunniella är en fjärilsart som först beskrevs av August Busck 1906.  Neurostrota gunniella ingår i släktet Neurostrota och familjen styltmalar.
Artens utbredningsområde är:
- Costa Rica.
- Kuba.
- Thailand.

Inga underarter finns listade i Catalogue of Life.